# Robyn (musikalbum)
Robyn är ett självbetitlat album av svenska popsångerskan Robyn, släppt den 27 april 2005. Albumet var det första som släpptes på Robyns eget skivbolag Konichiwa Records.
Albumet fick en Grammis i kategorin "Årets album". Skivan rankades av Sonic Magazine i juni 2013 som det 12:e bästa svenska albumet någonsin.

## Låtlista
Svensk utgåva
| Nr  | Titel                           | Längd |
| --- | ------------------------------- | ----- |
| 1.  | Curriculum Vitae (med Swingfly) | 1:53  |
| 2.  | Who's That Girl                 | 3:47  |
| 3.  | Handle Me                       | 3:47  |
| 4.  | Robotboy                        | 3:31  |
| 5.  | Be Mine!                        | 3:27  |
| 6.  | Bionic Woman                    | 0:16  |
| 7.  | Crash and Burn Girl             | 3:35  |
| 8.  | Tomteverkstan                   | 0:17  |
| 9.  | Konichiwa Bitches               | 2:37  |
| 10. | Bum Like You                    | 3:42  |
| 11. | Eclipse                         | 3:29  |
| 12. | Should Have Known               | 3:59  |
| 13. | Anytime You Like                | 3:52  |

Internationell utgåva
| Nr  | Titel                              | Längd |
| --- | ---------------------------------- | ----- |
| 1.  | Curriculum Vitae (med Swingfly)    | 1:53  |
| 2.  | Konichiwa Bitches                  | 2:37  |
| 3.  | Cobrastyle                         | 4:10  |
| 4.  | Handle Me                          | 3:47  |
| 5.  | Bum Like You                       | 3:28  |
| 6.  | Be Mine!                           | 3:27  |
| 7.  | With Every Heartbeat (med Kleerup) | 4:13  |
| 8.  | Who's That Girl                    | 3:47  |
| 9.  | Bionic Woman                       | 0:17  |
| 10. | Crash and Burn Girl                | 3:35  |
| 11. | Robotboy                           | 3:31  |
| 12. | Eclipse                            | 3:29  |
| 13. | Should Have Known                  | 3:59  |
| 14. | Anytime You Like                   | 3:52  |

### Fotnoter
1. ↑  ”Grammis”. Arkiverad från originalet den 17 mars 2012. https://web.archive.org/web/20120317055524/http://www.ifpi.se/wp/wp-content/uploads/100428-lc-vinnare-genom-%C3%A5ren.pdf. Läst 1 maj 2011.
2. ↑  Sonic #69, sommaren 2013